# Erik Wolf
Pour les articles homonymes, voir Wolf.
Erik Wolf (né le 13 mai 1902 à Biebrich et mort le 13 octobre 1977 à Oberrotweil) est un philosophe juridique allemand, avocat criminel et canonique.

## Biographie

### Études et enseignement
Erik Wolf passe son enfance à Biebrich et à partir de 1914 à Bâle. Sa carrière scolaire est interrompue par une longue maladie à la tuberculose, qui l'oblige à de nombreux séjours plus longs dans des sanatoriums en Suisse à partir de 1912, si bien qu'il reçoit des cours particuliers,. À l'automne 1920, il passe son Abitur comme « étranger » devant une commission de la commission scolaire provinciale de Francfort-sur-le-Main puis étudie l'économie et le droit pendant trois semestres à l'université Goethe de Francfort-sur-le-Main, puis le droit et l'histoire à la Université d'Iéna. Il y reçoit son doctorat. Cela est suivi par d'autres études à l'Université de Heidelberg, où il devient assistant de recherche en 1925.
En 1927, il s'habilite à Heidelberg avec Alexander zu Dohna-Schlodien (de) et après son déménagement à Bonn avec Gustav Radbruch sur le thème de la "culpabilité pénale". Cet ouvrage est considéré comme la présentation « classique » d'une théorie de la culpabilité fondée sur le néo-kantisme. En 1927/28, Wolf occupe un poste de professeur adjoint de trois semestres en droit pénal et en philosophie juridique à l'Université de Kiel et est ensuite nommé professeur titulaire de droit pénal à l'Université de Rostock pendant trois semestres. À l'occasion d'une conférence sur Kant le 15 juin 1928 à Kiel, Wolf rencontre le philosophe Martin Heidegger. Dans sa critique de la publication de 1929 de Gerhart Husserl (de) "Recht und Welt" , il suggére que la capacité juridique civile ne soit plus liée au sujet juridique, mais à la "personne morale", de sorte que tout être humain n'en serait pas porteur des droits civils, mais seulement ni ceux qui soutiennent l'État de droit.
En 1930, il est d'abord professeur à l'Université de Kiel, mais la même année, il est nommé à la chaire d'histoire de la jurisprudence et de philosophie du droit à l'Université de Fribourg. Là, il est introduit dans le cercle autour du philosophe Edmund Husserl par Gerhart Husserl, où il marque les esprits. Le séminaire d'études pénitentiaires qu'il fonde à Fribourg est le premier du genre en Allemagne.
Wolf tient sa conférence inaugurale à Fribourg le 12 novembre 1931. Sous l'influence du personnalisme phénoménologique de Heidegger et de Gerhart Husserl, il y oppose une interprétation à prédominance biologique et psychologique du concept d'auteur en décrivant l'auteur comme une « forme particulière d'être-au-monde de l'homme », un "déclin soudain ou durable de l'esprit droit". La punition doit être basée sur les conséquences que cette "dégradation" a pour la communauté. Avec cela, il se tourne déjà vers les courants « social-autoritaires » de la politique criminelle.
Wolf rejette la théorie de Cesare Lombroso du "criminel né" et déclare en 1933 que la biologie médico-légale a "contribué à la désinfestation du droit pénal".

### Engagement pour le national-socialisme
Sous l'influence de Martin Heidegger, Wolf tombe sous le charme de l'idéologie nazie en 1933/34. En 1933, il salue la prise du pouvoir par les nationaux-socialistes. À l'été 1933, Wolf rejoint l'Association nationale des avocats socialistes. Heidegger, alors recteur à Fribourg, nomma Wolf le 1er octobre 1933 en tant que premier doyen de la faculté de droit et de sciences politiques après l'accession au pouvoir.
Pour le juriste Christoph M. Scheuren-Brandes, au début du Troisième Reich, Wolf est l'un des jeunes professeurs de droit qui suivent avec enthousiasme le système national-socialiste. Il défend la doctrine de la nationalité et du chef de file comme source du droit et, intégrée à la doctrine du lien entre la loi et le sang, il élève la race au rang de principe juridique et célèbre le peuple en tant que communauté raciale. Il accepte également la construction d'un État total.
Après la démission de Heidegger en tant que recteur, Wolf démissionne du bureau du doyen en avril 1934. Le philosophe fribourgeois Max Müller (de) commente : « Tout d'abord, Wolf […] a été désavoué par sa faculté parce qu'il semblait se révéler une sorte de Heideggerien irréfléchi. Ce qu'il avait de commun avec Heidegger, c'est que le parti lui restait absolument étranger. À l'origine disciple de George, Wolf était également guidé par des idées romantiques. Comme Heidegger, il était fasciné par la magnificence de ce qui se passait. Oui, il avait aussi un certain esthétisme.

#### Droit propre dans l'État national-socialiste (1933)
Erik Wolf prononce son "discours du doyen" de Fribourg le 7 décembre 1933 sous le titre "La loi correcte dans l'État national-socialiste". Cette conférence fait partie d'une série de conférences obligatoires pour les étudiants sur "Les tâches de la vie intellectuelle dans l'État national-socialiste". Le discours de Wolf met l'accent sur l'esprit du peuple comme source du droit : "La loi correcte dans l'État national-socialiste est donc une loi qui correspond à la nature du peuple". Selon le philosophe Reinhard Mehring (de), pour Wolf ce n'est pas la volonté démocratiquement établie du peuple qui est légitime, mais la "nature" du peuple.
"La loi appartient à l'essence originelle de l'homme lui-même, car nous reconnaissons l'essence de l'homme au fait qu'il a un monde de loi. Cet être-dans-le-monde-de-la-loi est inéluctable et la remise en cause de la loi juste en découle inévitablement. Ce n'est pas le résultat d'une rumination moderne et ne signifie rien d'écrit sur papier. C'est quelque chose qui vit dans le sang.
Selon Reinhard Mehring, Wolf met l'accent sur la formation de l'esprit national à partir de "l'expérience de la race", qu'il ne décrit pas comme un fait biologique, mais comme une "expérience communautaire". Selon Faye, Wolf adopte des schémas de raisonnement racialistes et eugéniques :
"Il y a une prise de conscience croissante qu'une loi nationale ne doit pas négliger le fait de l'origine raciale du peuple. La question de la part des différentes races aryennes dans la structure de notre nation ne devrait pas venir au premier plan. Cela pourrait facilement conduire à un conflit de rang mettant en danger l'unité. Toutes les tribus allemandes doivent prendre part et participer à la structure juridique de l'État national-socialiste. La signification juridique du concept de race ne peut pas résider dans une préférence juridique pour les types de race nordique par rapport aux autres.
En particulier, Helmut Merzdorf, "chef du service de presse de l'Office du Reich pour la promotion de la littérature allemande", polémique contre cette dernière remarque dans le journal de campagne NS "Der Alemanne (de)" en 1935 et accuse Wolf " d'un manque d'orthodoxie dans la question raciale ». En général, dans le discours de Wolf, "l'essence claire de la race a été réduite à un concept très peu clair".
Selon Reinhard Mehring, pendant les premières années du régime national-socialiste, Wolf traduit son personnalisme, qui est clairement évident dans les documents du programme criminel, en un idéal juridique corporatif. Il critique le "remplacement de l'idée spirituelle de l'État par le concept naturel de société" et pense sa position en accord avec le national-socialisme, quand il dit :
« La critique du présent rejette les idéologies du mouvement réformateur précédent car il a dévalorisé les deux valeurs fondamentales du droit pénal : l'État et la personne. Avec le remplacement de ces valeurs par les idées de l'individu et de la société, rien d'essentiel n'a été gagné, malgré une compréhension plus fine de la psychologie et une compréhension plus claire des causes sociologiques de la criminalité.
Selon Mehring, le national-socialisme n'est clairement compris ici que comme une "négation spécifique de Weimar" et donc "incompris dans son essence". Selon Mehring, Wolf fait référence aux grands penseurs juridiques allemands comme Eike von Repgow (de) et non à la doctrine nazie, selon laquelle le Führer entend et exprime l'esprit du peuple. Dans l'État corporatif, il voit « l'idéal juridique de l'État national-socialiste », selon lui un « ordre de Dieu » « éternellement essentiel ». Il engage les responsables dans l'idée de "bien commun" et appelle au "bien commun avant l'intérêt personnel" jusqu'à la volonté de "tirer contre expérience raisonnable avec le dirigeant". Enfin, il cherche à subordonner l'État total aux commandements du christianisme : « Cette certitude de la totalité morale découle uniquement de la soumission à l'autorité suprême de Dieu, le Seigneur de l'histoire. Cela ouvre un aperçu du lien essentiel entre le national-socialisme et le christianisme.
Le comportement illégal et le fanatisme extrême de Wolf provoquent une forte résistance dans la faculté, de sorte que le 7 décembre 1933, après son "discours de doyen", il offre sa démission à Heidegger. Heidegger refuse jusqu'à ce que, le 12 avril 1934, le ministère de l'Éducation de Bade lui recommande de révoquer Wolf de son poste de doyen en raison des "réserves non dénuées de fondement" de la faculté. Wolf annonce sa démission le 15 avril, en même temps que le recteur qui quitte également ses fonctions, et se retire complètement de la vie de la faculté au cours des années suivantes. À partir de l'été 1934, Wolf se consacre entièrement à son engagement pour l'Église confessante et écrit des écrits canoniques et théologiques. Selon l'étudiant de Wolf, Alexander Hollerbach (de), c'est Erik Wolf qui, en occupant un poste d'enseignant en droit canonique protestant au semestre d'hiver 1933/34, contribue "à maintenir le droit canonique présent dans le domaine universitaire à l'époque national-socialiste".

#### L'idéal juridique de l'État national-socialiste (1934)
Le 20 novembre 1934, Erik Wolf donne la conférence "L'idéal juridique de l'État national-socialiste" au groupe local de l'Association des avocats nationaux-socialistes à Fribourg. Il y déclare :
C'est une des caractéristiques de l'authenticité de la révolution nationale-socialiste que le mouvement ait retrouvé une source de droit jusqu'alors tarie : la nationalité, et en ait ouvert une nouvelle : le leadership. [...] Ce n'est plus l'idéal conventionnel d'égalité formelle des sujets de droit abstraits, c'est l'idée d'honneur gradué des sujets de droit nationaux.
La nouvelle constitution de l'État exige l'engagement des avocats sous la forme d'obligations communautaires, notamment en droit de la famille l'idée de communauté obligatoire doit être plus clairement définie. De ce point de vue, les « caractéristiques essentielles fondées sur l'honneur » du peuple sont identiques aux caractéristiques essentielles de ses droits, qui se caractérisent par « le sang, le statut et la tradition ». Il en résulte l'unité de l'honneur de l'individu comme de la communauté : « Notre idéal humain en droit est donc un juriste qui vit dans et hors de la communauté nationale et la sert, qui se sent responsable et tire sa force de cette responsabilité, en tant que personnalité moralement libre aussi pour conduire les autres là où et comme l'exige l'intérêt public. Seule une telle image de l'humanité correspondrait à l'honneur comme valeur juridique fondamentale. Wolf voit l'idéal juridique de l'État national-socialiste dans l'État corporatif, car il considère le corporatisme comme quelque chose « d'éternellement essentiel, un ordre de Dieu ».

Symbole du Reichsnahrungstand avec l'aigle du parti du NSDAP

Selon Claus Mühlfeld, la réception de l'idée de communauté nationale est suffisante pour exclure « l'étranger ». Le vocabulaire de l'hygiène raciale sert de modèle à des coups de théâtre argumentatifs afin de pouvoir justifier « biologiquement » le statut juridique du peuple allemand. Une distinction est faite entre "les camarades folkloriques spécifiques à l'espèce" et "les invités folkloriques communs sans espèce qui n'ont pas de statut juridique. ' Ceux-ci comprennent « les étrangers racialement étrangers et les étrangers ». Selon Heinz Müller-Dietz (de), "la voie de la discrimination et de l'exclusion légales est légalement tracée". Selon Hollerbach, Wolf rend hommage à l'idéologie du sang et du sol et justifie « l'égalité des espèces » au détriment de l'égalité fondamentale de tous les peuples. Sa « capitulation intellectuelle devant le national-socialisme », selon Mühlfeld, est documentée dans son attitude de base :
"Dans la vie juridique quotidienne, le véritable national-socialisme se trouve le plus souvent là où l'idée du Führer est vécue sans paroles mais fidèlement.
Selon Mehring, Wolf veut obliger les fonctionnaires à "l'idée du statut à but non lucratif" au sens de "l'ordre de Dieu" et appelle à "la communauté avant l'intérêt personnel" à la volonté "d'aller à l'encontre de l'expérience raisonnable" du chef". Selon cette tradition, Wolf formule :
"Le principe du leader requiert trois qualités fondamentales : bureau, caractère, performance".
Selon Mehring, Wolf veut un leader d'esprit chrétien avec "l'autorité de la politique intérieure et étrangère" et les traits de "la paternité, le sens de la guerre et le charisme". En reconnaissant le leadership comme une source de droit en plus de l'esprit du peuple, Wolf dresse une « image idéale » et une image déformée de la réalité constitutionnelle dans son « Emplacement du national-socialisme ». Selon Mehring, tous les programmes de Wolf pendant l'ère national-socialiste lient la légitimité de l'État à la foi. Parce que cette croyance est une condition préalable à « l'idéal juridique de l'État national-socialiste » de Wolf, il ajoute un essai sur la loi correcte et la foi protestante à la loi correcte dans l'État national-socialiste. Selon Mehring, une « soumission » erronée du national-socialisme sous l'autorité de Dieu. La première version de cet essai, qui est fortement révisée par Wolf en 1937, répète les idées de la "loi correcte des Allemands" dans le national-socialisme en correspondance littérale avec le discours du doyenné de Fribourg et les relient à l'autorité de Dieu selon le discours de Luther « doctrine de la personne et de l'ordre du peuple comme base de la communauté juridique chrétienne ». Wolf comprend l'État national-socialiste comme un état total d'une "obligation" totale de la personne envers la communauté nationale en responsabilité devant Dieu :
Car dans l'idée de l'état total il y a une tendance à l'auto-autorisation et à l'auto-justification, voire à l'auto-déification.
Hollerbach conclut qu'il n'y a aucune « affirmation totale » nulle part dans les écrits de Wolf. La ligne menant à un fondement philosophico-théorique de la pensée juridique et étatique sous le signe du national-socialisme est brisée à la fin de 1934. Cependant, l'enthousiasme nazi de Wolf en relation avec les changements dans ses « opinions sur la politique criminelle » contribue à une brouille entre lui et des amis tels que Radbruch et Gerhart Husserl, qui a dû quitter sa chaire en avril 1933 en raison de son origine juive. Lors d'une rencontre avec Gerhart Husserl, Wolf déclare : « Il est très regrettable que vous vous trouviez maintenant dans une position aussi désagréable. Mais c'est un martyre envoyé par Dieu, que vous devez endurer dignement et dans lequel personne n'est autorisé à vous aider.

### Implication dans la résistance
Selon Christoph Scheuren-Brandes, l'enthousiasme initial d'Erik Wolf pour le national-socialisme s'est rapidement transformé en résistance active. En septembre 1933, il est nommé au synode régional de l'Église régionale protestante, où il vote en juillet 1934 comme membre de la faction positive contre l'incorporation de l'Église régionale dans « l'Église du Reich ». En 1935-1936, cependant, il se prononce en faveur de la peine de mort et postule un concept matériel d'injustice qui comprend également la loi non écrite, y compris les ordres des dirigeants. La raison de la punition est le jugement de valeur de la communauté nationale, il n'y a "pas de crime en soi, mais avant". Il nie le "statut légal" à "d'autres" et justifie ainsi le retrait des droits civiques, en particulier le licenciement des fonctionnaires juifs. Selon ses propres déclarations, il a développé un scepticisme croissant à l'égard du national-socialisme depuis 1933, mais ce n'est qu'en 1937 que le "véritable tournant" se produit.
À partir de 1936, Erik Wolf est impliqué en tant que membre de l'Église confessante et en janvier 1943, avec Franz Böhm, Constantin von Dietze, Adolf Lampe (de) et Gerhard Ritter dans le cercle de Fribourg, il élabore le mémorandum de Fribourg Ordre de la communauté politique commandé par l'Église confessante Tentative d'autoréflexion de la conscience chrétienne dans les troubles politiques. Avec les avocats nationaux-socialistes Theodor Maunz (de) et Horst Müller, Wolf adhère au NSDAP le 1er mai 1937. Selon le biographe et ancien assistant de Wolf, Alexander Hollerbach, l'adhésion au NSDAP est considérée par Wolf comme une "formalité". Wolf aurait espéré qu'elle lui offrirait une certaine protection, en particulier pour ses activités d'église. Hollerbach évoque également "un témoignage, confirmé par Bernd Rüthers, d'un étudiant" qui est assis dans le cours d'Erik Wolf "un ou deux jours" après l'incendie de la synagogue de Fribourg le 9 novembre 1938 lorsqu'il déclare: «Maintenant, le parquet de Fribourg doit porter plainte contre les incendiaires et les dévastateurs de cette nuit-là pour violation de la paix.
Wolf ne se distance pas publiquement du national-socialisme. En 1939, il tente de contribuer à surmonter le différend méthodologique dans la jurisprudence nationale-socialiste en déclarant que « le contenu matériel de la justice dans le domaine du droit allemand contemporain est prédéterminé par le national-socialisme. Tous les idéaux juridiques individuels, y compris ceux du droit pénal, sont déterminés par son idée. Il voit la synthèse du droit pénal (entre droit pénal et droit pénal) chez Hegel et Heidegger. Selon Christoph Mährlein, Wolf se différencie clairement de l'idéologie nazie, mais il n'est pas tout à fait clair s'il n'est plus attaché au national-socialisme.
Pendant la Seconde Guerre mondiale, Wolf travaille sur le projet NS "Kriegseinsatz der Geisteswissenschaften (de)"
Selon les souvenirs de Günter Spendel (de), Wolf, qui après 1933 a fait des déclarations en faveur du régime national-socialiste, devient un farouche opposant au système à la fin de 1941. Après 1945, Wolf Spendel rapporte qu'après la tentative d'assassinat du 20 juillet 1944, la Gestapo de Fribourg le convoque. L'officier chargé de l'interrogatoire lui a dit que Wolf, en tant que juriste spécialiste de l'histoire du droit, est familier avec les moyens par lesquels une confession peut être obtenue.

### Période d'après-guerre
Après la Seconde Guerre mondiale, Erik Wolf est président du comité constitutionnel de l'Église protestante d'Allemagne (EKD) de 1946 à 1948 et délégué à la Conférence mondiale de l'Église à Amsterdam en 1948 (assemblée fondatrice du Conseil œcuménique des Églises). Dans son livre de 1946 De l'essence du droit dans la poésie allemande, il interroge le travail de grands poètes tels que Hölderlin, Adalbert Stifter et Johann Peter Hebel sur ce que le droit et la justice signifient pour l'essence et l'existence de l'homme.
Wolf vit depuis 1959 dans le village d'Oberrotweil dans le Kaiserstuhl, où il est également enterré.
En novembre 1948, Wolf reçoit un doctorat honorifique en théologie de Heidelberg. En 1967, il devient émérite. En 1972, il reçoit le prix Sigmund-Freud pour la prose scientifique. En 1972, il reçoit un doctorat honorifique en droit à Athènes et en 1977 un doctorat honorifique en philosophie à Tübingen.

## Travaux (sélection)
- Strafrechtliche Schuldlehre. 1928.
- Richtiges Recht im nationalsozialistischen Staate. 1934.
- Große Rechtsdenker der deutschen Geistesgeschichte. 1939, 4. Auflage 1963.
- Vom Wesen des Rechts in deutscher Dichtung. 1946.
- Rechtsgedanke und biblische Weisung: Drei Vorträge. Tübingen 1948.
- Griechisches Rechtsdenken. Vittorio Klostermann, 4 Bde., Frankfurt am Main 1950–1970.
- Das Problem der Naturrechtslehre. 1955.
- Ordnung der Kirche. 1961.
- Rechtsphilosophische Studien. Hrsg. von Alexander Hollerbach, 1972.
- Rechtstheologische Studien. Hrsg. von Alexander Hollerbach, 1972.
- Studien zur Geschichte des Rechtsdenkens. Hrsg. von Alexander Hollerbach, 1982.

## Rédaction
- Symposion (de). Série philosophique. Fondée en 1958 par Max Müller (de), Bernhard Welte (de) et Erik Wolf et éditée jusqu'en 1975. Karl Alber (de), Fribourg i. Br./Munich.